# Ostfriesische Sprache

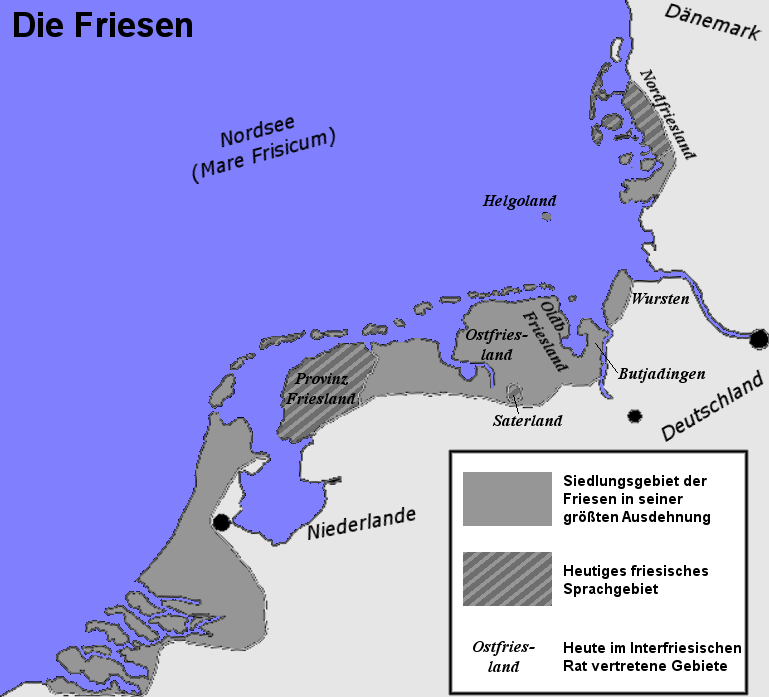
Heutiges Verbreitungsgebiet der friesischen Sprachen.

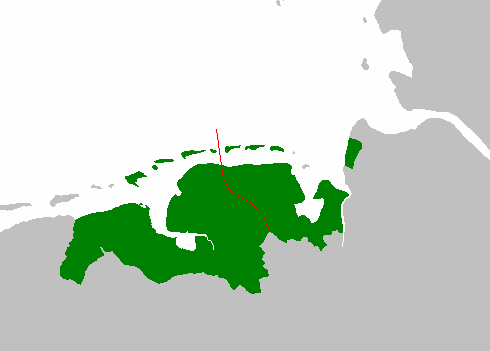
Angenommene (stark an heutigen Verwaltungsgrenzen orientierte) Verbreitung des Altostfriesischen.

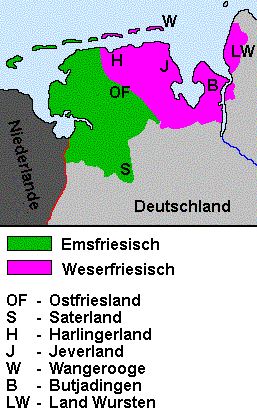
Historische Verbreitung der ostfriesischen Dialekte im heutigen Niedersachsen

Die ostfriesische Sprache (auch osterlauwerssches Friesisch) ist der östliche Zweig der friesischen Sprachfamilie. Ostfriesisch ist heute nahezu ausgestorben. Lediglich im oldenburgischen Saterland hat sich ein Dialekt erhalten, das Saterfriesische. Dieses wird als letzter ostfriesischer Dialekt heute häufig mit der ostfriesischen Sprache gleichgesetzt. Saterfriesisch ist nach der Europäischen Charta der Regional- oder Minderheitensprachen geschützt. Die ostfriesische Sprache ist nicht zu verwechseln mit dem ostfriesischen Platt, das die eigentliche ostfriesische Sprache in Ostfriesland ersetzt hat. Dieser niedersächsische Dialekt weist aber noch starke Spuren des friesischen Substrates auf und ist meist gemeint, wenn heute von „Ostfriesisch“ gesprochen wird.

## Klassifikation
Mit der westfriesischen Sprache und dem ebenfalls vom Aussterben bedrohten Nordfriesischen bildet die ostfriesische Sprache die friesische Sprachgruppe. Die drei friesischen Sprachen stammen gemeinsam vom Altfriesischen ab, haben sich aber seit Jahrhunderten auseinanderentwickelt. Nächste verwandte Sprache ist das Englische. Früher wurden Friesisch und Englisch häufig in einer anglo-friesischen Sprachgruppe zusammengefasst. Heute werden Englisch und Friesisch meist gemeinsam mit der niederdeutschen Sprache (und manchmal auch der niederländischen Sprache) als nordseegermanische Sprachen eingeordnet. Das genetisch eng mit den friesischen Sprachen verwandte Niederdeutsch hat aber bereits seit altsächsischer Zeit eine andere Entwicklung genommen und viele nordseegermanische Merkmale eingebüßt.
Einen Vergleich verschiedener Wortformen aus friesischen Dialekten und den benachbarten Sprachen Niederländisch, Niederdeutsch, Hochdeutsch und Dänisch bietet die Liste friesischer Wörter.

## Geschichte

### Altostfriesisch
Bereits in altfriesischer Zeit galt der Fluss Lauwers in den heutigen Niederlanden als Dialektscheide zwischen den westlauwersschen und ostlauwersschen Dialekten der friesischen Sprache. Das heute bekannte Altfriesisch ist etwa vom Jahr 1200 bis etwa 1550 in schriftlichen Zeugnissen überliefert. Für die Zeit davor, etwa ab 500 gibt es nur wenige Quellen, etwa Runeninschriften oder einzelne Wörter in Rechtsquellen wie der Lex Frisionum Karls des Großen. Aber auch schon dieses Gesetzeswerk unterscheidet zwischen den Gebieten beiderseits der Lauwers. Diese Unterscheidung wird sich damals auch schon in den Dialekten niedergeschlagen haben.
Ebenso bildeten sich bereits zwischen dem 8. und dem 11. Jahrhundert die beiden Sprachzweige innerhalb des ostlauwersschen Sprachgebiets heraus: die emsfriesischen und die weserfriesischen Dialekte. Das Emsfriesische wurde in etwa in den Ommelanden, im Emsgau und Brokmerland gesprochen, also in den meisten Gebieten der heutigen Provinz Groningen sowie im westlichen Teil der ostfriesischen Halbinsel. Später kam das Saterland hinzu. In Rüstringen und angrenzenden Gebieten, also dem östlichen Teil der heutigen ostfriesischen Halbinsel, in Butjadingen sowie später im Land Wursten und anderen spät besiedelten Landstrichen wurde das Weserfriesische gesprochen. Als historisches Zeugnis des Ostfriesischen ist wohl der sogenannte Brokmerbrief am bekanntesten, eine alte Gesetzesquelle aus dem Brokmerland.

### „Entfriesung“
Etwa zwischen 1400 und 1550 wurde im gesamten Friesland zwischen Vlie und Weser, also sowohl den west- als auch den ostlauwersschen Gebieten, die friesische Sprache durch die niederländische oder niederdeutsche Sprache abgelöst. Östlich der Lauwers war dies Auftakt oder zumindest ein wichtiger Fixpunkt des Prozesses, der in der Frisistik meist „Entfriesung“ („ontfriesing“) genannt wird. Wegen seiner frisozentrischen Sicht wird dieser Begriff jedoch häufig kritisiert, man wählt stattdessen eine Bezeichnung wie „Verniederdeutschung“. Westlich der Lauwers blieb die friesische Volkssprache jedoch größtenteils unberührt von diesem Prozess.
In den friesischen Ommelanden ist der Vorgang der „Entfriesung“ sehr früh zu beobachten, bereits im ersten Viertel des 15. Jahrhunderts wurden dort die ansonsten sprachkonservativen Rechtstexte auf Niederdeutsch verfasst. Wie jedoch das Ablegen der alten friesischen Sprache und die Hinwendung zum Niederdeutschen in der gesprochenen Sprache vonstattenging, ist heute schwer nachzuvollziehen. Häufig wurden das Friesische oder eine von starken friesischen Relikten durchsetzte Sprache bis ins letzte Drittel des 15. Jahrhunderts, vereinzelt bis ins 16. Jahrhundert bezeugt. Dennoch hat es wohl von den Mundarten der Ommelande kein Dialekt bis in die neuostfriesische Zeit geschafft. Nicht lange nach dem Verlust der friesischen Sprache verloren die Friesen der Ommelande im Zuge der Bildung der Provinz Groningen auch ihre friesische Identität.
Im heutigen Ost-Friesland, also in den Territorien der Grafschaft Ostfriesland (ab 1464) und den später Oldenburg zugehörigen friesischen Ländern, ging die „Entfriesung“ zwar ähnlich, aber langsamer vonstatten als in den Ommelanden. Auch blieb die friesische Identität davon unberührt. Über den Grund dafür lässt sich wegen der geringen Quellenlage nur spekulieren, aber auch hier ist davon auszugehen, dass sich nach der Ablösung der ostfriesischen Schriftsprache das Friesische als Volkssprache noch eine Weile, in einigen abgelegenen Gebieten sogar recht lange und teilweise bis in die Gegenwart hielt. Im 15. Jahrhundert waren wahrscheinlich zunächst die Oberschicht und die Städte komplett zum Niederdeutschen übergangen, die Bauern auf dem Land folgten später.

### Neuostfriesisch
Eine wirkliche Überlieferung des Neuostfriesischen setzte erst ein, als die alte Sprache bereits etwas Außergewöhnliches geworden war. Ältere Zeugnisse des Ostfriesischen (einzelne Wörter und Wortgruppen, besonders in Flurnamen) aus allen Gegenden Ostfrieslands findet man im dreibändigen Ostfriesischen Urkundenbuch, das von E. Friedländer und G. Möhlmann herausgegeben wurde, z. B. Bd. I, Nr. 588 von 1447. Im Jahr 1568 starb Minnert Focken in Heppens, der letzte friesisch predigende Pastor im Jeverland, in Upgant wurde 1632 noch von Imel Agena ein friesisches Hochzeitsgedicht verfasst, im Harlingerland zeichnete 1691 der auswärtige Pastor Johannes Cadovius-Müller im Memoriale linguae Frisicae die dort noch existierende, schon stark niederdeutsch beeinflusste friesische Sprache in Wörterverzeichnissen und Textbeispielen auf. Im Land Wursten östlich der Weser wurde 1688 ein Wörterverzeichnis des dortigen Ostfriesischen von Pastor L. Westing (Luderus oder Lüder Westing) verfasst.
Um 1700 wird das Ostfriesische wahrscheinlich nur noch von wenigen älteren Menschen im nordöstlichen Teil der ostfriesischen Halbinsel, besonders im Harlingerland, beherrscht worden sein. Auch jenseits der Weser im recht stark abgeschotteten Wursten wird der dortige Dialekt ab 1720 nicht mehr an die nächste Generation weitergegeben worden sein. Um 1800 war das Friesische so nachhaltig verschwunden, dass bereits wenige Jahrzehnte später der Sprachforscher Heinrich Georg Ehrentraut bei den Jeverländern nicht einmal mehr das Bewusstsein dafür vorfand, dass Friesisch einmal ihre Sprache gewesen war.
Ausnahmen waren nur die beiden oldenburgischen Gemeinden Saterland und Wangerooge, in denen die ostfriesischen Dialekte noch lebendig waren. Wangerooge als einzige Nordseeinsel Oldenburgs und das Saterland als schwer zugängliche Insel im Moor hatten wegen ihrer Abgeschiedenheit ihre Sprache bewahrt. Das Schicksal des Wangerooger Friesischen besiegelten jedoch Sturmfluten im Jahr 1854. Nach großen Zerstörungen auf der Insel wurden die meisten Wangerooger nach Varel umgesiedelt und bei der späteren Neubesiedlung der Insel nicht berücksichtigt. Der letzte Wangerooger Sprachfriese starb 1950 in Varel (Siedlung Neu-Wangerooge). Damit starb auch die weserfriesische Dialektgruppe aus. So ist heute nur noch das Saterfriesische lebendig.

## Dialekte
Vom noch lebendigen Saterfriesischen abgesehen stützt sich die Einteilung der neuostfriesischen Dialekte auf vereinzelte schriftliche Überlieferungen und erhebt keinen Anspruch auf Vollständigkeit.
- Osterlauwersfriesische Sprache
  - Emsfriesisch
    - Saterfriesisch
    - Upganter Friesisch (ausgestorben)
    - weitere ausgestorbene emsfriesische Dialekte

  - Weserfriesisch
    - Harlingerfriesisch (manchmal in Mittelstellung zwischen Ems- und Weserfriesisch eingeordnet; ausgestorben)
    - Wurster Friesisch (ausgestorben)
    - Wangerooger Friesisch (1950 ausgestorben)
    - weitere ausgestorbene weserfriesische Dialekte

Die emsfriesische und die weserfriesische Dialektgruppe unterscheiden sich teilweise lexikalisch und phonematisch. Spuren dieser Unterscheidung finden sich noch heute im ostfriesischen Platt. Das Weserfriesische war in verschiedener Weise eine außergewöhnliche Dialektgruppe. Beispielsweise finden sich geminierte Konsonanten und besondere Betonungen in kurzstämmigen Wörtern bis hin zu einer fast abgeschliffenen Stammsilbe im Wurster Friesischen.
Allgemein galt das osterlauwerssche Friesisch als konservativste friesische Sprache in Bezug auf das Vokalphoneminventar.

## Heutige Situation
Die ostfriesische Sprache wird heute im Saterland von etwa 2000 Menschen gesprochen. In den ehemals friesischsprachigen Gebieten findet sich häufig noch friesischer Ursprung bei Flurbezeichnungen. Zudem enthält das Ostfriesische Niederdeutsch noch eine Vielzahl friesischer Wörter.